# ليساندرو هينريكز
ليساندرو هينريكز (بالإسبانية: Lisandro Henríquez)‏ هو لاعب كرة قدم تشيلي، ولد في 3 سبتمبر 1982 في كونثبثيون في تشيلي. لعب مع أرتورو فرنانديز فيال وإيفرتون دي فينا ديل مار.

## وصلات خارجية
- ليساندرو هينريكز على موقع قاعدة بيانات كرة القدم.إي يو (الإنجليزية)
- ليساندرو هينريكز على موقع Soccerway.com (الإنجليزية)